# Jelena Nikolajewna Konewzewa
Jelena Nikolajewna Konewzewa (russisch Елена Николаевна Коневцева; * 11. März 1981 in Klin) ist eine russische Hammerwerferin.

## Erfolge
Sie wurde Zehnte bei den Junioren-Weltmeisterschaften 2000 und Fünfte bei den Weltmeisterschaften 2007. Außerdem nahm sie noch an den Europameisterschaften 2002, den Weltmeisterschaften 2003 sowie den Olympischen Spielen 2004 und denen von Olympischen Spielen 2008 in Peking teil, verpasste aber jeweils das Finale der besten acht Teilnehmerinnen.
Ihre Bestweite von 76,21 m warf Konewzewa am 26. Mai 2007 in Sotschi. Sie startet für die Sportvereinigung Dynamo. Bei einer Körpergröße von 1,83 m bis 1,85 m werden 78 kg bis 80 kg als ihr Wettkampfgewicht angegeben.